# Vorhabenbezogener Bebauungsplan
Der vorhabenbezogene Bebauungsplan (informell teilweise VB-Plan) ist eine Sonderform des Bebauungsplanes. Dieser findet Anwendung, wenn ein bereits präzise umrissenes Projekt von einem Vorhabenträger (Investor) realisiert werden soll. Der Vorhaben- und Erschließungsplan wird zwischen Vorhabenträger und Gemeinde auf Grundlage des Baugesetzbuches (§ 12) abgestimmt. Über einen Durchführungsvertrag regelt die Kommune mit dem Investor die zu erbringenden Erschließungsmaßnahmen. 
Einzelne Flächen außerhalb des Bereichs des Vorhaben- und Erschließungsplans können in den vorhabenbezogenen Bebauungsplan einbezogen werden.
Dieses neuere Instrument des Städtebaurechts hat seinen Ursprung in § 55 der Bauplanungs- und Zulassungsverordnung (BauZVO) der DDR. Durch den Einigungsvertrag wurde es in das BauGB übernommen, galt zunächst jedoch nur für die neuen Bundesländer. Von 1993 bis 1998 wurde diese Bestimmung befristet auf das gesamte Bundesgebiet ausgedehnt und schließlich durch das Bau- und Raumordnungsgesetz (BauROG) 1998 zusammen mit dem Vorhaben- und Erschließungsplan zeitlich unbegrenzt in das BauGB aufgenommen und in das allgemeine Städterecht integriert.

## Unterschiede zu gewöhnlichen Bebauungsplänen
- Die Initiative geht grundsätzlich vom Vorhabenträger aus.
- Der Vorhabenträger erarbeitet die städtebauliche Planung und verpflichtet sich zu ihrer Verwirklichung sowie zur Übernahme der Planungs- und Erschließungskosten.
- Der Vorhabenträger muss über die beplante Fläche verfügen.
- Die kommunale Verantwortung für die städtebauliche Planung bleibt unberührt.
- Der Vorhaben- und Erschließungsplan des Investors unterliegt nicht der Baunutzungsverordnung und nicht der Planzeichenverordnung.
- Von kommunaler Seite können Festsetzungen detaillierter als in normalen Bebauungsplänen erfolgen. Der Festsetzungskatalog hat keine Bedeutung.